# Pontinvrea
Pontinvrea (en lígur: O Ponte) és un comune (municipi) a la província de Savona, a la regió italiana de la Ligúria, situat uns 40 km a l'oest de Gènova i uns 15 km al nord-oest de Savona.
El municipi de Pontinvrea conté les frazioni (pobles o llogarets) de Giovo Ligure i Ferriera.
Pontinvrea limita amb els següents municipis: Albisola Superiore, Cairo Montenotte, Giusvalla, Mioglia, Sassello i Stella.